# ادوارد تسیخمیستروک
ادوارد تسیخمیستروک (اوکراینی: Едуард Миколайович Цихмейструк؛ زادهٔ ۲۴ ژوئن ۱۹۷۳) بازیکن فوتبال اهل اتحاد جماهیر شوروی سوسیالیستی است.
از باشگاه‌هایی که در آن بازی کرده‌است می‌توان به باشگاه فوتبال زوریا لوهانسک، باشگاه فوتبال آرسنال کی‌یف، باشگاه فوتبال اسپارتاک مسکو، باشگاه فوتبال متالورگ دونتسک، باشگاه فوتبال ماریوپول، باشگاه فوتبال شاختار دونتسک، باشگاه فوتبال لفسکی صوفیه، و باشگاه فوتبال فورسکلا پولتاوا اشاره کرد.
وی همچنین در تیم ملی فوتبال اوکراین بازی کرده‌است.